# 任継愈
任 継愈（にん けいゆ、じん けいゆ、拼音: Rén Jìyù、レン・ジーユイ、1916年4月15日 - 2009年7月11日）は、中華人民共和国の中国哲学史家・仏教史家。中国国家図書館名誉館長。

## 経歴
1916年、山東省平原県に生まれた。北京大学哲学系で学び、1938年に卒業。同大学院（日中戦争により北京の大学は西南聯合大学を構成して集団疎開）に進学し、湯用彤と賀麟の指導のもと、研究を続けた。1941年に修士号取得。
1942年に北京大学の講師となり、その後1964年まで、副教授・教授に昇格しつつ務めた。大学では、宋明理学・中国仏教・論理学などを講義した。加えて、1956年から中国科学院哲学研究所の研究員を兼任。1959年、中国共産党に入党し、無神論者となった。同年、毛沢東と対談し、「鳳毛麟角」と評された。
1964年から1986年まで、中国科学院（のち中国社会科学院）世界宗教研究所の初代所長に就任。1975年から1998年まで、全人代代表（第4-8期）を兼任。
1987年から2005年まで、中国国家図書館館長を務めた。1999年、国際欧亜科学院院士に選出。2009年1月、国務院により中央文史研究館館員に任命された。以上のほか、複数の学会の代表や、国の学術事業の委員などの要職を務めた。
2009年7月11日、北京市内の病院で死去。享年93。訃報が国家的に取り上げられた。奇しくも同日には季羨林も死去した。

## 家族・親族
- 父の任蕭亭は陸軍少将。
- 弟[6]の任継周は農学者で、草地農業の専門家。蘭州大学草地農業科技学院教授。
- 馮友蘭は妻の伯父にあたる[4]。

## 学問と業績
専門は中国哲学で、諸子百家から近代思想、三教から西洋哲学まで広く論じた。とくにマルクス主義歴史学による『中国哲学史』（全4巻、1963年-1979年）の主編者として知られる。同書は侯外廬主編『中国思想通史』とともに20世紀中国の学界で重視された。そのほか『宗教詞典』『道蔵提要』『中国科学技術典籍通彙』『中国蔵書楼』『中国版本文化叢書』『墨子大全』『仏教大辞典』『中華大蔵経 漢文部分』『中華大典』などの主編者を務めた。

## 著作
日本語訳された著作
- 『中国近代思想史』石峻（中国語版）・朱伯崑共編、大隅逸郎訳、三一書房、1956[9]
- 『中国仏教思想論集』古賀英彦ほか訳、東方書店、1980[10]
- 『老子訳注』坂出祥伸・武田秀夫訳、東方書店、1994[11]
- 『定本中国仏教史』全3巻、丘山新ほか訳、柏書房、1992-1994[12]

ほか。